# باول ستيوارت (لاعب كرة سلة)
باول ستيوارت (بالإنجليزية: Paul Stewart)‏ مواليد 28 أكتوبر 1956 في غلاسكو، هو مدرب كرة سلة أمريكي ولاعب معتزل.